# Véronique des Alpes
Veronica alpina
Espèce
Classification phylogénétique
La véronique des Alpes (Veronica alpina L.) est une petite plante vivace à fleurs bleues appartenant au genre Veronica et à la famille des Plantaginacées (les véroniques étaient auparavant classées dans les Scrofulariacées). Elle pousse en montagne et apprécie particulièrement les lieux rocheux ou caillouteux.

## Autres noms
Véronique mâle, thé d'Europe, thé des ladres, manna (mais ces noms sont ceux donnés à la véronique officinale par l'herboriste Maria Treben).

## Description

### Écologie et habitat
Plante vivace assez rare en France, où on la rencontre dans les Alpes, le Jura, les Pyrénées, la Corse ou le Massif central, de 1 500 à 3 200 mètres. On la trouve aussi, à des altitudes plus basses, en Grande-Bretagne, en Scandinavie et en Islande. Elle apprécie les lieux plutôt humides et rocailleux. Floraison en juillet et août.

### Morphologie générale et végétative
Plante assez basse dépassant rarement 10 cm, glabre ou pubescente, à tige couchée à la base, puis ascendante à érigée. Feuilles opposées, sessiles, ovales ou elliptiques, entières ou très finement dentées, parfois légèrement ciliées.

### Morphologie florale
Fleurs hermaphrodites groupées en petits racèmes terminaux. Calice à quatre sépales portant de longs cils blancs. Corolle inférieure à 1 cm, à quatre pétales bleu vif à bleu foncé. Comme chez toutes les véroniques, l'ovaire est supère, le style, assez long, est entouré de deux étamines. Pollinisation par les insectes ou autogame.

### Fruit et graines
Le fruit est une capsule ovale et glabre, à extrémité arrondie. Dissémination épizoochore.